# Luis María Usoz
Luis María Usoz Quintano (* 19. Oktober 1932 in San Sebastian; † 10. März 1992) war ein spanischer Hockeyspieler. Er gewann 1960 mit der spanischen Nationalmannschaft die olympische Bronzemedaille.

## Karriere
Im Jahr 1955 nahm Luis María Usoz an den Mittelmeerspielen in Barcelona teil. Die spanische Mannschaft gewann das Turnier vor der Mannschaft aus Ägypten. Bei den Olympischen Spielen 1960 in Rom gewann die spanische Mannschaft ihre Vorrundengruppe mit zwei Siegen und einem Unentschieden gegen die Briten. Nach einem Sieg im Viertelfinale gegen die Neuseeländer und einer Halbfinalniederlage gegen die Mannschaft Pakistans trafen die Spanier im Spiel um den dritten Platz erneut auf die Briten und gewannen mit 2:1. Usoz kam in drei Spielen zum Einsatz und erzielte ein Tor im Vorrundenspiel gegen die Schweiz.
Bei den Mittelmeerspielen 1963 in Neapel siegte die ägyptische Mannschaft vor den Spaniern. Im Jahr darauf bei den Olympischen Spielen 1964 in Tokio erreichten die Spanier in der Vorrunde den zweiten Platz hinter der indischen Mannschaft. Wie vier Jahre zuvor unterlagen die Spanier im Halbfinale der Mannschaft Pakistans. Im Spiel um den dritten Platz verloren sie gegen die Australier mit 2:3. Usoz wirkte in vier Spielen mit.
Luis María Usoz spielte zur Zeit seiner Olympiaeinsätze auf Vereinsebene für den Club de Campo Villa de Madrid, nachdem er zuvor in San Sebastian und Barcelona gespielt hatte.